# Артур Вільям Патрик Альберт
А́ртур Ві́льям Па́трик А́льберт (англ. Arthur William Patrick Albert, Prince Arthur, Duke of Connaught and Strathearn; 1 травня 1850, Букінгемський палац, Лондон — 16 січня 1942, Багшот Парк, Суррей, Англія) — третій син королеви Вікторії та Альберта Саксен-Кобург-Готського, солдат і 10-й Генерал-губернатор Канади після федерації.

## Біографія
Артур народився 1 травня 1850 року у Букінгемському палаці в Лондон. Він став сьомою дитиною та третім сином в родині правлячої королеви Вікторії та Альберта Саксен-Кобург-Готського. Немовля хрестив архієпископ Кентерберійський Джон Самнер у каплиці палацу. Хрещеними батьками стали принц Вільгельм Прусський, Іда Саксен-Майнінгенська та старий Артур Веллінгтон, переможець французів при Ватерлоо, на честь якого хлопчик і отримав ім'я.

### Військова кар'єра
Освітою Артура, як і старших його братів та сестер, займались приватні вчителі. Вже в ранньому віці принц почав виявляти інтерес до армії. У 16 років він вступив до Королівської військової академії у Вулвічі, яку закінчив у 1868. У чині лейтенанта був зачислений до корпусу інженерних військ наказом від 18 червня.
2 листопада 1868 він перейшов до артилерійського полку, а 2 серпня 1869 — до стрілецької бригади, що носила ім'я його батька. Військова кар'єра принца тривала понад 40 років.
У 1869 він прибув до Канади. Після висадки у Галіфаксі протягом восьми тижнів їздив по країні. У січні 1870 відвідав Вашингтон, де зустрівся з президентом Грантом. У травні брав участь у битві з феніанцями на Еклз Хілі. Супротивник утік, залишивши артилерію. З боку ж королівського війська, за даними Томаса Біча, ніхто не постраждав. Також під час служби в Канаді відвідував різноманітні заходи: був присутнім на відкритті парламента в Оттаві, його часто запрошували на бали та раути. Принц дуже сподобався місцевим жителям. Ірокези Великої ріки в Онтаріо навіть дали індіанське ім'я Кавакудж та оголосили Вождем шостої нації, що надало йому право брати участь у радах племені та голосувати на них. Леді Лізґар, дружина тодішнього генерал-губернатора Джо Янга, в листі до королеви Вікторії зазначала, що канадці, здається, сподіваються колись побачити генерал-губернатором саме її сина.
14 червня 1871 Артур отримав звання полковника, а у 1876 — став лейтенант-полковником. У віці 28 років Артур пошлюбив 18-річну прусську принцесу Луїзу Маргариту, внучату племінницю правлячого імператора Німеччини Вільгельма I Гогенцоллерна. Пару повінчали у каплиці Святого Георгія Віндзорського замку 13 березня 1879.
У 1882 під проводом Гарнета Вулзлі брав участь у придушенні націоналістичного руху в Єгипті. 13 вересня того року у битві при Тель-ель-Кебірі перебував у командирській бригаді. Між 1886 та 1890 служив у Індії.
1 квітня 1893 року став генералом. З 1893 по 1898 командував південним округом Альдершот.
Влітку 1900 помер його старший брат Альфред. Це дало Артуру можливість успадкувати Саксен-Кобург-Готське герцогство, від якої він, проте, відмовився на користь свого шістнадцятирічного племінника Карла Едуарда, сина свого покійного брата Леопольда, герцога Олбані, щоб самому продовжувати військову службу.
Із 1900 по 1904 був головнокомандувачем в Ірландії. 26 травня 1902 став фельдмаршалом.

## Родина

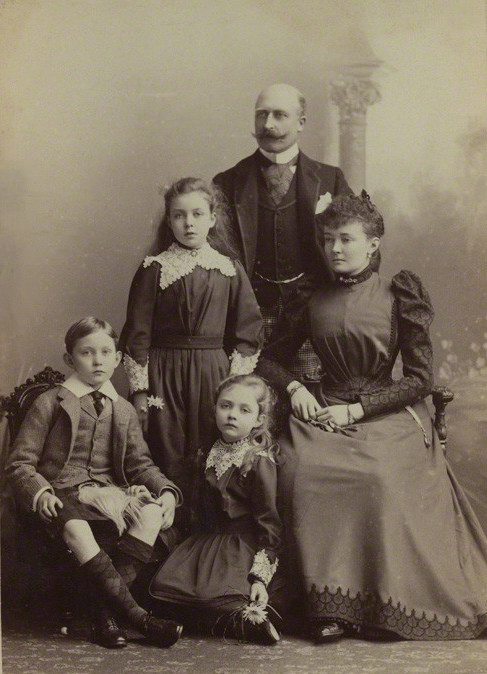
Артур із родиною

Дружина – Луїза Маргарита Прусська
Діти:
- Маргарита (1882–1920) — була одружена із шведським кронпринцем Густавом, мала п'ятеро дітей;
- Артур (1883–1938) — генерал-губернатор Південно-Африканського Союзу у 1920–1924 роках, був одружений із герцогинею Александрою Файф, мали єдиного сина.
- Патриція (1886–1974) — дружина сера Александра Рамзея, морського офіцера королівського флоту, мали єдиного сина.

## Нагороди

### Велика Британія
- Великий магістр Ордену Лазні (1901–1942);
- Орден Підв'язки;
- Орден Будяка;
- Орден Святого Патріка;
- Орден Святого Михайла і Святого Георгія;
- Орден святого Джона;
- Орден Зірки Індії;
- Орден Лазні;
- Королівський Вікторіанський ланцюг;
- Орден Британської імперії;
- Орден Заслуг;
- Коронаційна медаль Короля Георга V;
- Британська воєнна медаль;
- Відзнака Територій;
- Ювілейна срібна медаль Короля Георга V;
- Коронаційна медаль Короля Георга VI.

### Іноземні
- Орден Золотого руна
- Орден Андрія Первозванного (Російська імперія);
- Вищий орден Святого Благовіщення (Королівство Італія);
- Орден Слона (Данія);
- Орден Серафимів (Швеція);
- Орден Чорного орла (Прусське королівство);
- Орден Карлоса III (Іспанія);
- Орден Святого Олафа (Норвегія);
- Орден Хризантеми (Японія);
- Королівський угорський орден Святого Стефана (Угорщина);
- Орден Червоного орла (Прусське королівство);
- Орден Почесного легіону (Франція);
- Орден Леопольда I (Бельгія);
- Орден Вежі й Меча (Португалія);
- Орден військових заслуг (Іспанія);
- Орден Вюртемберзької корони (Вюртемберзьке королівство);
- Орден Нідерландського лева (Нідерланди);
- Орден Спасителя (Греція);
- Орден Князя Данила I (Чорногорія);
- Орден Святих Маврикія та Лазаря (Королівство Італія);
- Військовий орден Савойї (Королівство Італія);
- Орден Зірки Ефіопії (Ефіопія);
- Орден Корони Румунії (Румунія);
- Орден Святого Карла (Монако);
- Орден Меча (Швеція);
- Орден Слави (Туніс);
- Орден Османіє (Османська імперія);
- Орден Меджидіє (Османська імперія);
- Орден Pour le Mérite (Прусське королівство);
- Орден Карла XIII (Швеція).

## Генеалогія
| Франц Саксен-Кобург-Заальфельдський | Франц Саксен-Кобург-Заальфельдський | Франц Саксен-Кобург-Заальфельдський | Франц Саксен-Кобург-Заальфельдський | Франц Саксен-Кобург-Заальфельдський | Франц Саксен-Кобург-Заальфельдський |         |         | Августа Ройсс цу Еберсдорф | Августа Ройсс цу Еберсдорф | Августа Ройсс цу Еберсдорф | Августа Ройсс цу Еберсдорф | Августа Ройсс цу Еберсдорф     | Августа Ройсс цу Еберсдорф     |                                |                                | Август Саксен-Гота-Альтенбурзький | Август Саксен-Гота-Альтенбурзький | Август Саксен-Гота-Альтенбурзький | Август Саксен-Гота-Альтенбурзький | Август Саксен-Гота-Альтенбурзький | Август Саксен-Гота-Альтенбурзький |                                 |                                 | Луїза Шарлотта Мекленбург-Шверінська | Луїза Шарлотта Мекленбург-Шверінська | Луїза Шарлотта Мекленбург-Шверінська | Луїза Шарлотта Мекленбург-Шверінська | Луїза Шарлотта Мекленбург-Шверінська | Луїза Шарлотта Мекленбург-Шверінська |  |  | Георг III | Георг III | Георг III | Георг III | Георг III     | Георг III     |               |               | Шарлота Макленбург-Стрелицька | Шарлота Макленбург-Стрелицька | Шарлота Макленбург-Стрелицька | Шарлота Макленбург-Стрелицька | Шарлота Макленбург-Стрелицька | Шарлота Макленбург-Стрелицька |                   |                   | Франц Саксен-Кобург-Заальфельдський | Франц Саксен-Кобург-Заальфельдський | Франц Саксен-Кобург-Заальфельдський | Франц Саксен-Кобург-Заальфельдський | Франц Саксен-Кобург-Заальфельдський   | Франц Саксен-Кобург-Заальфельдський   |                                       |                                       | Августа Ройсс цу Еберсдорф            | Августа Ройсс цу Еберсдорф            | Августа Ройсс цу Еберсдорф | Августа Ройсс цу Еберсдорф | Августа Ройсс цу Еберсдорф | Августа Ройсс цу Еберсдорф |  |  |
| Франц Саксен-Кобург-Заальфельдський | Франц Саксен-Кобург-Заальфельдський | Франц Саксен-Кобург-Заальфельдський | Франц Саксен-Кобург-Заальфельдський | Франц Саксен-Кобург-Заальфельдський | Франц Саксен-Кобург-Заальфельдський |         |         | Августа Ройсс цу Еберсдорф | Августа Ройсс цу Еберсдорф | Августа Ройсс цу Еберсдорф | Августа Ройсс цу Еберсдорф | Августа Ройсс цу Еберсдорф     | Августа Ройсс цу Еберсдорф     |                                |                                | Август Саксен-Гота-Альтенбурзький | Август Саксен-Гота-Альтенбурзький | Август Саксен-Гота-Альтенбурзький | Август Саксен-Гота-Альтенбурзький | Август Саксен-Гота-Альтенбурзький | Август Саксен-Гота-Альтенбурзький |                                 |                                 | Луїза Шарлотта Мекленбург-Шверінська | Луїза Шарлотта Мекленбург-Шверінська | Луїза Шарлотта Мекленбург-Шверінська | Луїза Шарлотта Мекленбург-Шверінська | Луїза Шарлотта Мекленбург-Шверінська | Луїза Шарлотта Мекленбург-Шверінська |  |  | Георг III | Георг III | Георг III | Георг III | Георг III     | Георг III     |               |               | Шарлота Макленбург-Стрелицька | Шарлота Макленбург-Стрелицька | Шарлота Макленбург-Стрелицька | Шарлота Макленбург-Стрелицька | Шарлота Макленбург-Стрелицька | Шарлота Макленбург-Стрелицька |                   |                   | Франц Саксен-Кобург-Заальфельдський | Франц Саксен-Кобург-Заальфельдський | Франц Саксен-Кобург-Заальфельдський | Франц Саксен-Кобург-Заальфельдський | Франц Саксен-Кобург-Заальфельдський   | Франц Саксен-Кобург-Заальфельдський   |                                       |                                       | Августа Ройсс цу Еберсдорф            | Августа Ройсс цу Еберсдорф            | Августа Ройсс цу Еберсдорф | Августа Ройсс цу Еберсдорф | Августа Ройсс цу Еберсдорф | Августа Ройсс цу Еберсдорф |  |  |
|                                     |                                     |                                     |                                     |                                     |                                     |         |         |                            |                            |                            |                            |                                |                                |                                |                                |                                   |                                   |                                   |                                   |                                   |                                   |                                 |                                 |                                      |                                      |                                      |                                      |                                      |                                      |  |  |           |           |           |           |               |               |               |               |                               |                               |                               |                               |                               |                               |                   |                   |                                     |                                     |                                     |                                     |                                       |                                       |                                       |                                       |                                       |                                       |                            |                            |                            |                            |  |  |
|                                     |                                     |                                     |                                     | Ернст I                             | Ернст I                             | Ернст I | Ернст I | Ернст I                    | Ернст I                    |                            |                            |                                |                                |                                |                                |                                   |                                   |                                   |                                   | Луїза Саксен-Гота-Альтенбурзька   | Луїза Саксен-Гота-Альтенбурзька   | Луїза Саксен-Гота-Альтенбурзька | Луїза Саксен-Гота-Альтенбурзька | Луїза Саксен-Гота-Альтенбурзька      | Луїза Саксен-Гота-Альтенбурзька      |                                      |                                      |                                      |                                      |  |  |           |           |           |           | Едуард Август | Едуард Август | Едуард Август | Едуард Август | Едуард Август                 | Едуард Август                 |                               |                               |                               |                               |                   |                   |                                     |                                     |                                     |                                     | Вікторія Саксен-Кобург-Заальфельдська | Вікторія Саксен-Кобург-Заальфельдська | Вікторія Саксен-Кобург-Заальфельдська | Вікторія Саксен-Кобург-Заальфельдська | Вікторія Саксен-Кобург-Заальфельдська | Вікторія Саксен-Кобург-Заальфельдська |                            |                            |                            |                            |  |  |
|                                     |                                     |                                     |                                     | Ернст I                             | Ернст I                             | Ернст I | Ернст I | Ернст I                    | Ернст I                    |                            |                            |                                |                                |                                |                                |                                   |                                   |                                   |                                   | Луїза Саксен-Гота-Альтенбурзька   | Луїза Саксен-Гота-Альтенбурзька   | Луїза Саксен-Гота-Альтенбурзька | Луїза Саксен-Гота-Альтенбурзька | Луїза Саксен-Гота-Альтенбурзька      | Луїза Саксен-Гота-Альтенбурзька      |                                      |                                      |                                      |                                      |  |  |           |           |           |           | Едуард Август | Едуард Август | Едуард Август | Едуард Август | Едуард Август                 | Едуард Август                 |                               |                               |                               |                               |                   |                   |                                     |                                     |                                     |                                     | Вікторія Саксен-Кобург-Заальфельдська | Вікторія Саксен-Кобург-Заальфельдська | Вікторія Саксен-Кобург-Заальфельдська | Вікторія Саксен-Кобург-Заальфельдська | Вікторія Саксен-Кобург-Заальфельдська | Вікторія Саксен-Кобург-Заальфельдська |                            |                            |                            |                            |  |  |
|                                     |                                     |                                     |                                     |                                     |                                     |         |         |                            |                            |                            |                            |                                |                                |                                |                                |                                   |                                   |                                   |                                   |                                   |                                   |                                 |                                 |                                      |                                      |                                      |                                      |                                      |                                      |  |  |           |           |           |           |               |               |               |               |                               |                               |                               |                               |                               |                               |                   |                   |                                     |                                     |                                     |                                     |                                       |                                       |                                       |                                       |                                       |                                       |                            |                            |                            |                            |  |  |
|                                     |                                     |                                     |                                     |                                     |                                     |         |         |                            |                            |                            |                            | Альберт Саксен-Кобург-Готський | Альберт Саксен-Кобург-Готський | Альберт Саксен-Кобург-Готський | Альберт Саксен-Кобург-Готський | Альберт Саксен-Кобург-Готський    | Альберт Саксен-Кобург-Готський    |                                   |                                   |                                   |                                   |                                 |                                 |                                      |                                      |                                      |                                      |                                      |                                      |  |  |           |           |           |           |               |               |               |               |                               |                               |                               |                               | Королева Вікторія             | Королева Вікторія             | Королева Вікторія | Королева Вікторія | Королева Вікторія                   | Королева Вікторія                   |                                     |                                     |                                       |                                       |                                       |                                       |                                       |                                       |                            |                            |                            |                            |  |  |
|                                     |                                     |                                     |                                     |                                     |                                     |         |         |                            |                            |                            |                            | Альберт Саксен-Кобург-Готський | Альберт Саксен-Кобург-Готський | Альберт Саксен-Кобург-Готський | Альберт Саксен-Кобург-Готський | Альберт Саксен-Кобург-Готський    | Альберт Саксен-Кобург-Готський    |                                   |                                   |                                   |                                   |                                 |                                 |                                      |                                      |                                      |                                      |                                      |                                      |  |  |           |           |           |           |               |               |               |               |                               |                               |                               |                               | Королева Вікторія             | Королева Вікторія             | Королева Вікторія | Королева Вікторія | Королева Вікторія                   | Королева Вікторія                   |                                     |                                     |                                       |                                       |                                       |                                       |                                       |                                       |                            |                            |                            |                            |  |  |
|                                     |                                     |                                     |                                     |                                     |                                     |         |         |                            |                            |                            |                            |                                |                                |                                |                                |                                   |                                   |                                   |                                   |                                   |                                   |                                 |                                 |                                      |                                      |                                      |                                      |                                      |                                      |  |  |           |           |           |           |               |               |               |               |                               |                               |                               |                               |                               |                               |                   |                   |                                     |                                     |                                     |                                     |                                       |                                       |                                       |                                       |                                       |                                       |                            |                            |                            |                            |  |  |
|                                     |                                     |                                     |                                     |                                     |                                     |         |         |                            |                            |                            |                            |                                |                                |                                |                                |                                   |                                   |                                   |                                   |                                   |                                   |                                 |                                 |                                      |                                      |                                      |                                      | Артур                                |                                      |  |  |           |           |           |           |               |               |               |               |                               |                               |                               |                               |                               |                               |                   |                   |                                     |                                     |                                     |                                     |                                       |                                       |                                       |                                       |                                       |                                       |                            |                            |                            |                            |  |  |